# Tailong
Tailong (kinesiska: 太龙) är en köping i sydvästra Kina. Den ligger i stadsdistriktet Wanzhou i storstadsområdet Chongqing, omkring 240 kilometer nordost om det centrala stadsdistriktet Yuzhong. Antalet invånare är 14 148. Befolkningen består av 7 083 kvinnor och 7 065 män. Barn under 15 år utgör 15,0 %, vuxna 15-64 år 65 %, och äldre över 65 år 19,0 %.